# Ernst Ludolf Meyer
Ernst Ludolf Meyer (* 16. Oktober 1848 in Hannover; † 5. November 1922 in München) war ein deutscher Maler.

## Leben

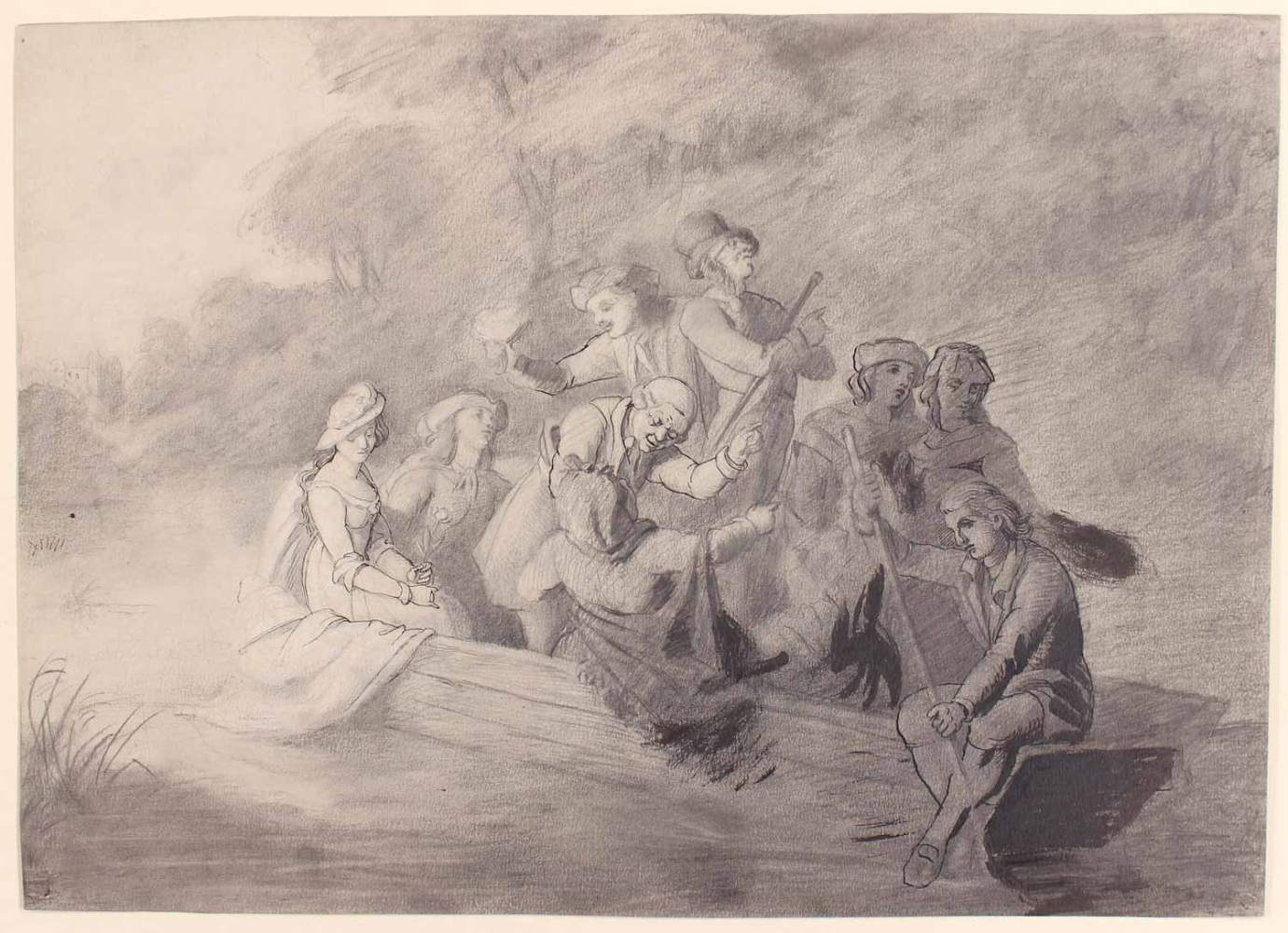
Gesellschaft auf einem Boot, Bleistift- und Tuschezeichnung

Meyer wurde 1848 in der Residenzstadt des Königreichs Hannover geboren. Sein Vater war ein Lederhändler. Nach seinem Studium erst in Nürnberg an der seinerzeitigen Kunstgewerbeschule studierte er seit dem 31. Oktober 1871 in der Klasse für Malerei  der Königlichen Akademie der Bildenden Künste bei Carl von Piloty in München.
Nach seinem Studium behielt Ernst Ludolf Meyer seinen Lebensmittelpunkt in München, wo er zahlreiche volkstümliche Genrebilder schuf. Der Maler wurde auf dem Münchener Waldfriedhof bestattet.